# Port militaire de la Royal Naval aux Bermudes

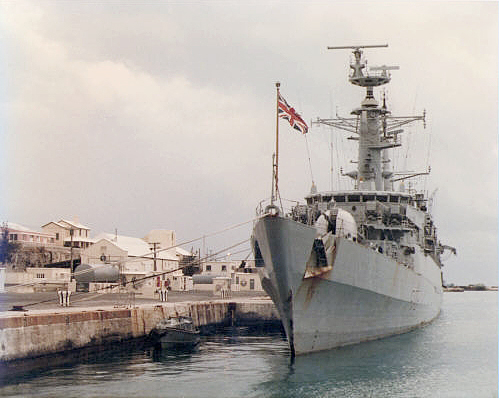
Une frégate de la Royal Navy aux Bermudes en 1985.

Le HMD Bermuda (Her/His Majesty's Dockyard, Bermuda) est un port militaire de la Royal Navy située aux Bermudes qui fut actif entre la guerre d’indépendance des États-Unis et la fin de la guerre froide (1795-1995). Elle est une base navale de la North America and West Indies Station.
Les Bermudes occupaient une position stratégique entre l’Amérique du Nord et l’Europe. Elles furent colonisées par les Anglais à partir de 1609. Des Français auraient également utilisés les îles au XVIe siècle pour lancer des opérations contre des galions espagnols. La base navale militaire fut installée pour profiter de cette position.

## Histoire

### Avant 1783
Après la guerre d’indépendance américaine, la suprématie maritime de la Grande-Bretagne était menacée. D’un côté, les français menés par Napoléon menaçaient en Europe. Et de l’autre côté, les américains voyaient leur flotte gagner en importance. De nombreux bateaux britanniques étaient d’ailleurs fabriqués vers 1776 dans les anciennes colonies d’Amérique du Nord. L’Amérique du Nord disposait en effet d’une industrie forestière importante grâce à de nombreuses forêts à exploiter contrairement à l’Europe. Les américains restèrent neutres dans cette guerre franco-britannique mais les Britanniques auraient souhaité un plus grand support. Les Britanniques n’appréciaient pas que leurs marins travaillent sur des navires américains au lieu de participer à la guerre sur des vaisseaux britanniques. Les Britanniques réquisitionnaient parfois par la force les britanniques travaillant sur les navires américains ce qui conduisit plus tard à la Guerre de 1812.

### Première installation
Pour se préserver des navires français dans la région, les Britanniques commencèrent à bâtir des navires légers pour contrer les attaques des navires français. Les chantiers navals des Bermudes fabriquèrent entre 1795 et 1797 le HMS Dasher, le HMS Driver et le HMS Bermuda (en). De nombreux autres bateaux suivirent par la suite. De nombreux navires commerciaux furent également construits. Le plus célèbre navire est sans conteste le HMS Pickle qui rapporta la nouvelle de la victoire britannique après la bataille de Trafalgar.
La Royal Navy commença à acheter des terres vers 1795 en vue d’y construire une base navale. Il fallut plus de 12 ans de recherches pour déterminer un canal d’accès à l’île pour permettre aux gros navires d’accoster. Ce canal d’accès est toujours utilisé aujourd’hui. Cet accès se trouvait à l’est des îles.

### Seconde installation
Plus tard, une base fut installée au nord-ouest de l’archipel. Elle fut terminée au début de la guerre de 1812. Le HMS Whiting (en) fut capturé au début de cette guerre dans un port américain. Le blocus britannique des ports américains était orchestré à partir des Bermudes. Les navires des Bermudes capturèrent 198 navires américains durant la guerre. La base navale fut le point de départ d’une importante campagne militaire britannique qui conduisit à la conquête de la capitale américaine de Washington D.C.. La ville fut incendiée durant cette attaque.

## Après-guerre
Après la guerre de 1812, la base navale fut fortifiée car les Britanniques avaient compris l’importance de ces îles qui furent surnommées le « Gibraltar de l'Ouest ». Après les deux guerres mondiales et la naissance de l’OTAN, les Américains étaient devenus pour les Britanniques des alliés et non plus des ennemis potentiels. La base navale diminua rapidement en importance. Des installations américaines furent même installées dans la région durant la guerre froide en vue de détecter les sous-marins soviétiques. Une base aérienne américaine fut également construite avec une location autorisée pour 99 ans. La base navale britannique fut fermée en 1958 et les terres furent rendues au gouvernement local.
Il ne resta plus qu’une base de ravitaillement nommée HMS Malabar qui ferma également ses portes en 1995 après la guerre froide ce qui mit un trait à la présence de la marine britannique dans les îles.